# Пелагій Кордовський
Пела́гій Кордо́вський (лат. Pelagius; бл. 912, Кресенте — 26 червня 926, Кордова) — астурійський юнак-християнин, святий. 

## Життєпис
Народився в Кресенте, Галісія, Астурія. Був небожем туйського єпископа Гермігія. У 10-річному віці висланий заручником до Кордови, до еміра Абд ар-Рахмана III, щоб провести обмін полоненими після битви при Вальдехункері (920). Через зрив обміну залишився в кордовській в’язниці. Три роки мужньо зносив труднощі тюремного життя. Не дозволяв принижувати себе і свою віру, чим заслужив пошану як полонених християн, так і мусульман-гнобителів. Відмовився від пропозиції еміра отримати свободу шляхом прийняття ісламу та зречення Христа. Не піддався на спокуси Абд ар-Рахмана III, що зваблював його багатствами та титулами. 
Згідно з іншими версіями, будучи вродливим юнаком, відмовився стати коханцем кордовського правителя-гомосексуала. За наказом еміра підданий тортурам, що тривали шість годин. Страчений четвертуванням. Труп юнака викинули до річки Гвадалквівір. Похований у Кордові. Перепохований у 984—999 роках в Ов'єдо, Астурія. 
Канонізований як мученик. День вшанування — 26 червня. В іконографії й живописі зображується молодим юнаком з пальмовою гілкою, мечем, або в оточенні катів. Один із символів Реконкісти та незламності християнського духу. Патрон Іспанії, воїнів, полонених, закатованих, самотніх тощо. Культ Пелагія набув особливого поширення серед християн Іспанії, Португалії та їхніх заморських володінь. Також — святий Пела́гій, Пела́йо (ісп. San Pelayo), Па́йю (порт. São Paio), Сампа́йю (порт. Sampaio).

## Патрон
- Португалія:
  - муніципалітети: Анадія, Аркуш-де-Валдевеш, Олівейра-де-Фрадеш
  - парафії: Аркуш, Рекейшу, Форнуш, Фроссуш